# 諾沃西爾卡 (文尼察州)
48°49′20″N 27°27′53″E / 48.82222°N 27.46472°E
诺沃西爾卡（烏克蘭語：Новосілка），是位於烏克蘭西部的村莊，由文尼察州莫希利夫-波迪利斯基区的穆羅瓦尼-庫里利夫齊市鎮負責管轄。該村始建於1562年，面積0.7平方公里，海拔高度225米，2001年人口123，人口密度每平方公里176.22人。